# دينيس هيل وود
دينيس هيل وود (بالإنجليزية: Denis Hill-Wood)‏ (و. 1906 – 1982 م) هو لاعب كريكت، ولاعب كرة قدم، وشخصية أعمال من المملكة المتحدة، والمملكة المتحدة لبريطانيا العظمى وأيرلندا، توفي عن عمر يناهز 76 عاماً.

## التعليم
تعلم في كلية إيتون
.

## روابط خارجية
- دينيس هيل وود على موقع إي آس بي آن كريك إنفو (الإنجليزية)